# 森田理恵
森田 理恵（もりた りえ、1958年11月5日 - ）は、日本の元女優・元声優。

## 来歴・人物
小学生・中学生・高校生時代通して、部活は演劇部で活動。
1980年に、テレビドラマ「頓珍館おやじ」でデビューする。その後は、ホームドラマや時代劇で活躍した。
現在は芸能界を引退している。
『スター・ウォーズ・シリーズ』の『スター・ウォーズ』『帝国の逆襲』の劇場初公開版で、レイア姫（キャリー・フィッシャー）の吹き替えを担当していた。

## 出演作品

### テレビドラマ
- 土曜ワイド劇場江戸川乱歩の美女シリーズ(第22作「禁断の実の美女」テレビ朝日)佳子の秘書 根岸咲子役
- ナショナルゴールデン劇場「頓珍館おやじ」（1980年1月10日 - 5月1日、テレビ朝日） - 綾小路はるか
- かたぐるまII（1980年5月12日 - 11月3日、NTV）
- 黄土の嵐（1980年10月26日 - 1981年1月25日、NTV） - 王鳳
- Gメン'75　第259話「 銭湯帰りのＯＬ殺人事件」（1980年）−折原幸子の妹
- 加山雄三のブラック・ジャック 第5回「魔王大尉」（1981年2月5日、テレビ朝日） - アン
- 桃太郎侍 第233回「遠州路の決闘!」（1981年4月12日、NTV）
- 警視庁殺人課 第4回「奴が愛した越後吹雪」（1981年5月4日、テレビ朝日）
- 暴れん坊将軍シリーズ（テレビ朝日 / 東映）
  - 吉宗評判記　暴れん坊将軍
    - 第173回「瀬戸のさざ波乙女波」（1981年） - つる

  - 暴れん坊将軍II
    - 第31回「次郎吉、涙の恋泥棒!」（1983年） - お波
    - 第62回「ほとんどビョーキの出たがり娘!」（1984年） - お君
- 金曜劇場　「夫婦は夫婦」・「翔びすぎて…」（1981年7月3日、フジテレビ）
- 水曜劇場　ここまでは他人（1981年8月19日 - 10月14日、TBS）
- かたぐるまIII（1981年11月9日 - 1982年5月31日、NTV）
- 松本清張の黒革の手帖（1982年1月4日 - 2月8日、テレビ朝日） - 和江
- 同心暁蘭之介 第22回「恐怖の町」（1982年3月11日、フジテレビ） - おゆう
- ザ・ハングマンII 第1回「処刑人復活! 裏で吊るして表にさらせ」（1982年6月4日、朝日放送）
- 大岡越前 第6部 第21話「心の病の荒療治」（1982年7月26日、TBS / C.A.L） - お光
- 宇宙刑事ギャバン 第37回 「おてんばひょうきん姫の地球冒険旅行」（1982年12月24日、テレビ朝日）　- リララ姫
- 源九郎旅日記 葵の暴れん坊 第26回「月に帰った三度笠」（1983年、テレビ朝日） - おちか
- 大奥 第17回「女の情に蛇が棲む」（1983年7月26日、関西テレビ） - お三輪
- 必殺渡し人 第4回「花火の夜に渡します」（1983年、ABC / 松竹）
- 新・松平右近 第6話「白い花散る怨み川」（1983年、日本テレビ） - 八重
- 特捜最前線 第390話「判決・愛が裁かれるとき!」（1983年11月14日、ANB / 東映）
- 土曜ワイド劇場・禁断の実の美女（1984年1月7日、テレビ朝日） - 根岸咲子
- 銭形平次 第852回「逆転」（1983年6月4日、フジテレビ） - お菊
- 京都マル秘指令 ザ新選組 第5回「脅迫5 女子高生を丸坊主にするぞ!」（1984年3月16日、朝日放送）
- 水戸黄門（TBS / C.A.L）
  - 第14部 第29話「悲願叶えた狸の仇討ち -信楽-」（1984年5月14日） - おなつ
  - 第15部 第33話「わしは天下の占い師 -小諸-」（1985年9月9日） - 志津
- 遠山の金さん 第1シリーズ 第118話「おんな牢犯科帖・消えた死刑囚!」（1984年10月25日、テレビ朝日 / 東映）
- 東芝日曜劇場・「私のピエロ」（1985年6月23日、MBS）

### 吹き替え
- スター・ウォーズ エピソード4/新たなる希望（レイア・オーガナ〈キャリー・フィッシャー〉）※劇場公開版（DVDリミテッドエディション収録）
- スター・ウォーズ エピソード5/帝国の逆襲（レイア・オーガナ〈キャリー・フィッシャー〉）※劇場公開版（DVDリミテッドエディション収録）